# Герб Башкортостану
Герб Республіки Башкортостан є державним символом Республіки Башкортостан. Затверджений 12 жовтня 1993 року та повторно підтверджений Парламентом Республіки Башкортостан 6 липня 1999 року. Значиться за № 164 у Державному геральдичному реєстрі Російської Федерації.

## Опис
Герб Республіки Башкортостан являє собою зображення пам'ятника Салавату Юлаєву на тлі висхідного сонця і його променів, уписане в коло та обрамлене національним орнаментом. Нижче зображені суцвіття кураю та стрічка, пофарбована в кольори державного прапора Республіки Башкортостан, з написом по білому полю: «Башкортостан». У колірному зображенні герба пам'ятник Салавату Юлаєву й орнамент — золотавого, квітка кураю — зеленого, сонце, що сходить — світло-золотавого, промені сонця — жовтого, тло між пам'ятником і орнаментом — білого, внутрішня й зовнішня окружності — темно-золотавого кольору.
Салават Юлаєв — башкирський національний герой, народний поет, що оспівував подвиги башкирських богатирів, рідну природу, його творчість перейнята духом боротьби проти всякого гніту й передавалося з вуст у вуста. Однак на гербі зображена не конкретна особистість. Пам'ятник Салавату — узагальнений образ джигіта-воїна, борця за волю й справедливість, він символізує дружбу і єднання народів Башкортостану.

## Галерея

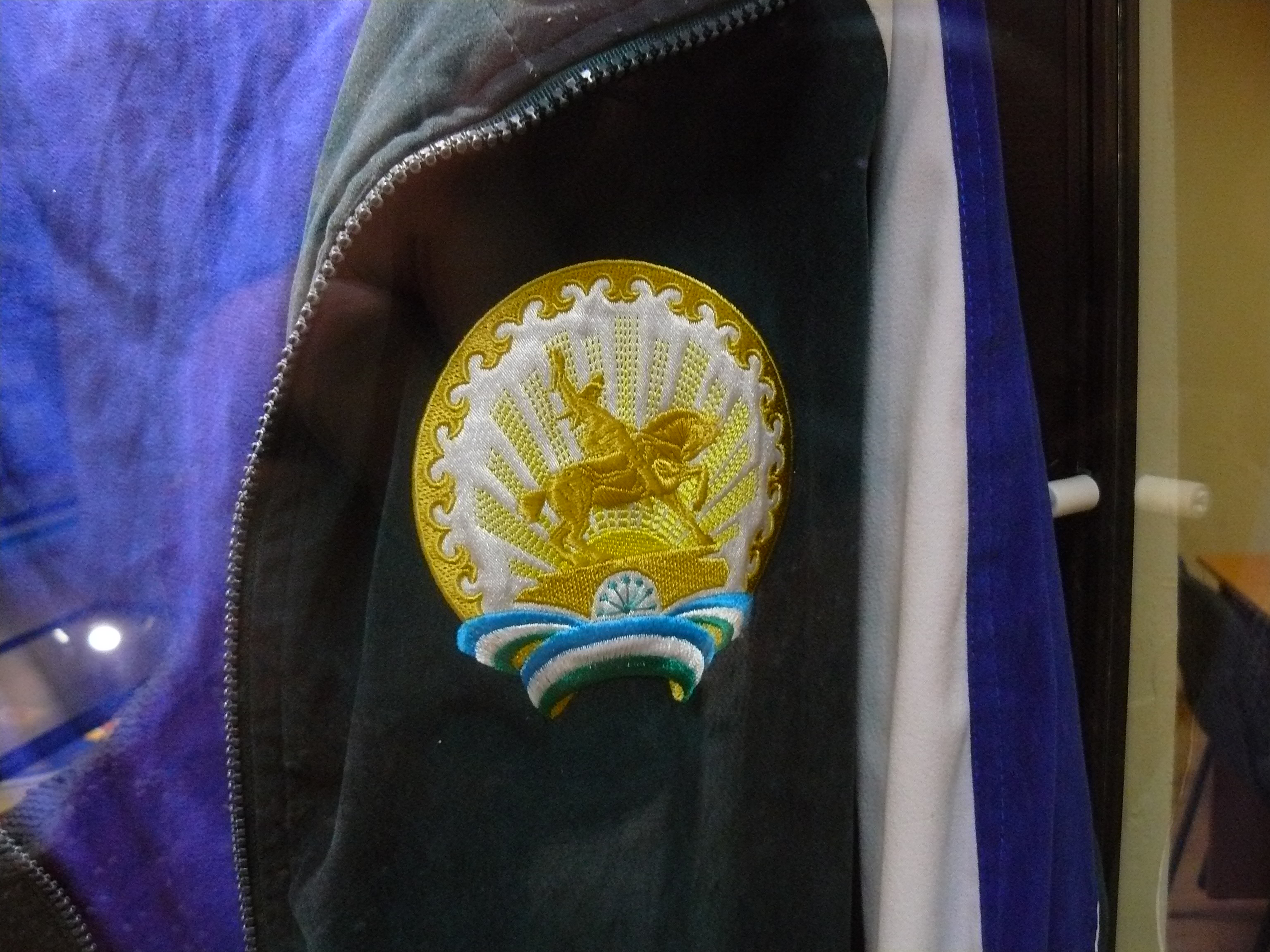
Герб Башкортостану на спортивній формі
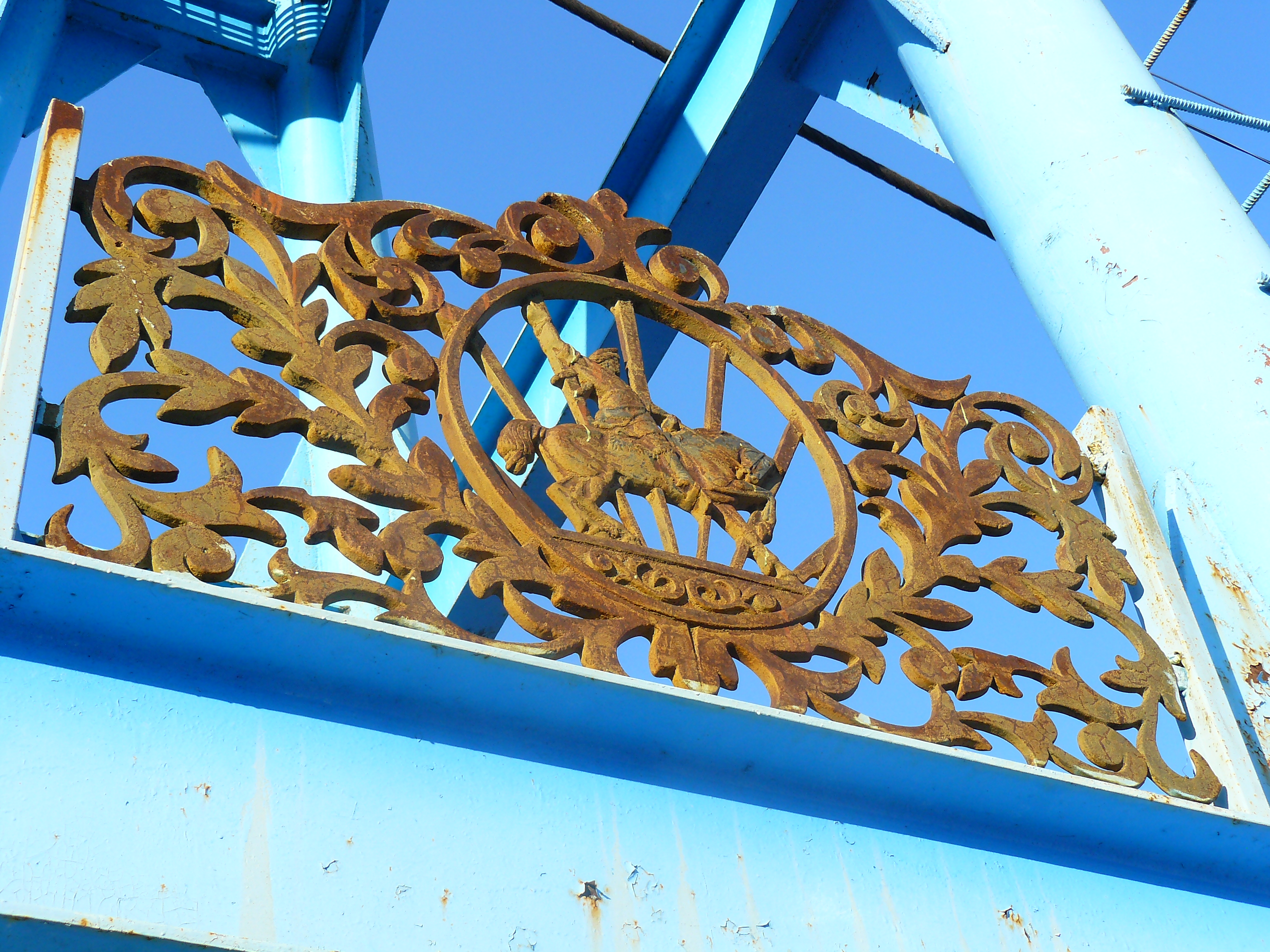
Герб Башкортостану в оздобленні металевої огорожі

## Галерея гербів радянського періоду

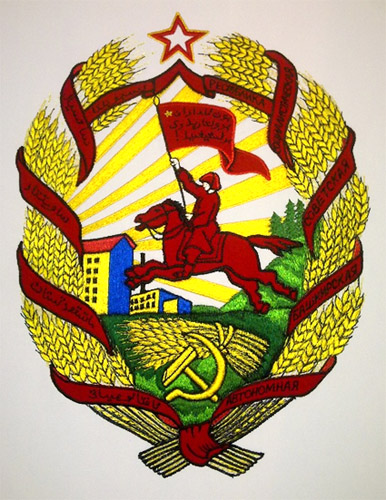
Проєкт герба АБССР (1925)
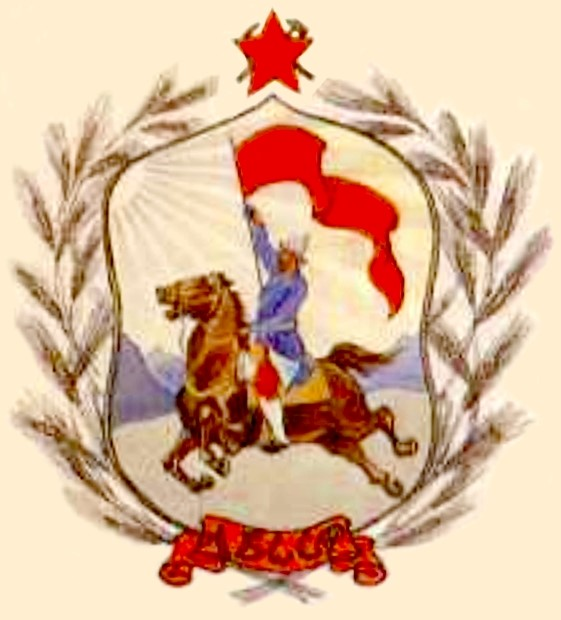
Проєкт герба АБССР (1925)
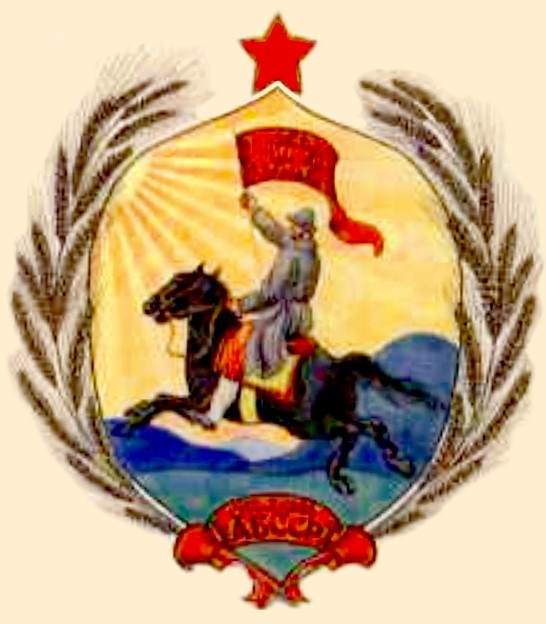
Проєкт герба АБССР (1925)
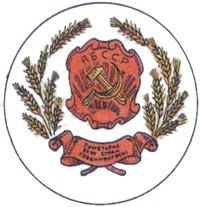
З 1925 по 1937 роки
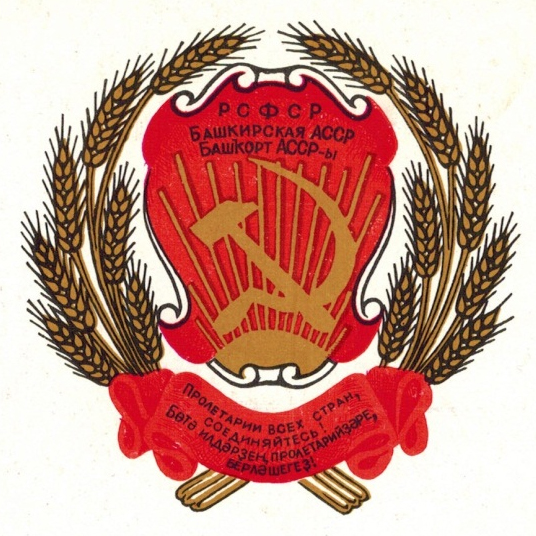
З 1937 по 1978 роки
1978—1993